# Genesis (космический аппарат)

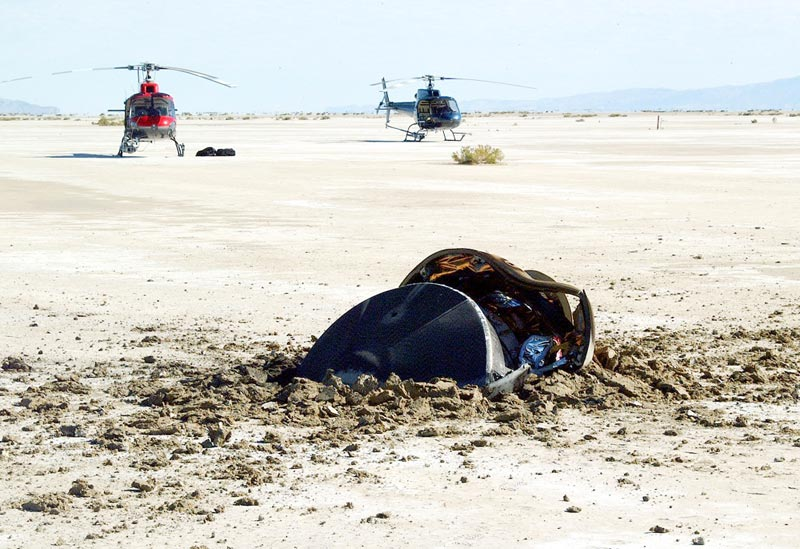
Место крушения капсулы

Genesis — космический аппарат НАСА, предназначенный для сбора и доставки на Землю образцов солнечного ветра. Был запущен 8 августа 2001, вернулся на Землю 8 сентября 2004. Из-за ошибки при установке одного из датчиков ускорения приземление прошло нештатно — парашют не раскрылся и капсула с образцами на высокой скорости врезалась в землю. Тем не менее после анализа обломков учёным удалось получить некоторое количество образцов.

## Траектория

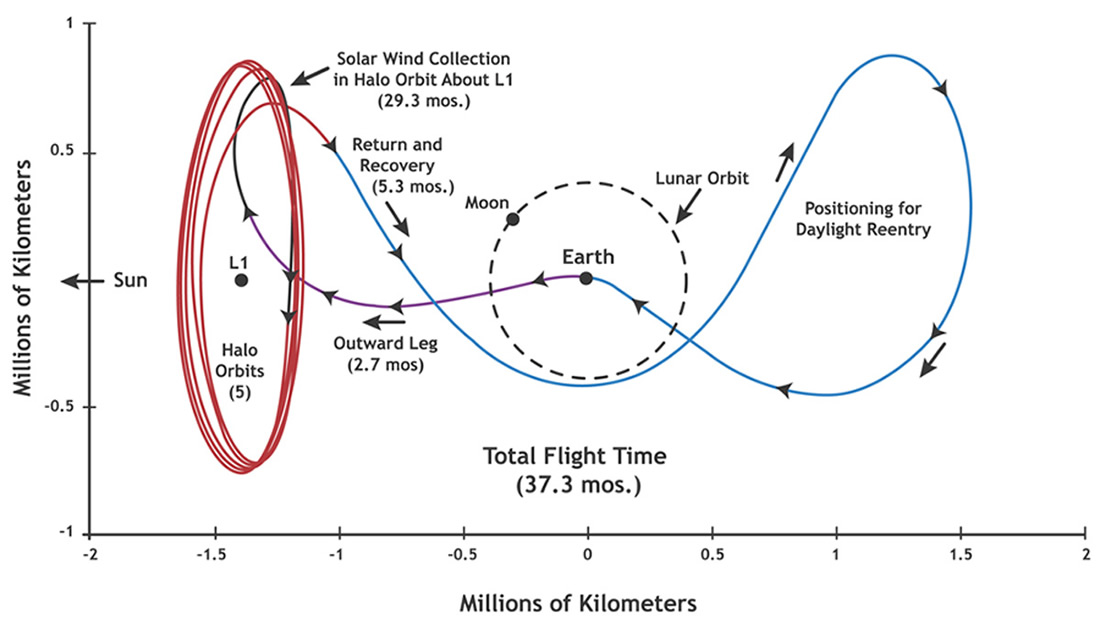
Упрощенное представление траектории Genesis (показана двумерная проекция сложной трехмерной траектории

Миссия Genesis использовала уникальную орбиту, на проектирование которой ушло 3 года. После взлёта производилось единственное включение маршевых двигателей, которое выводило аппарат на орбиту Лиссажу (орбиту Ляпунова) вокруг точки Лагранжа L1 системы Земля-Солнце. В течение трёх лет аппарат совершил 4 оборота по этой орбите, не включая даже корректирующие двигатели, чтобы не загрязнять образцы. 
Затем аппарат, в соответствии с выбранной траекторией и без включения маршевого двигателя, совершил пятимесячный перелёт дальностью более 3 миллионов километров к точке L2, облетел её и при помощи гравитации Луны вышел на посадочную траекторию.